# Confusion chez Confucius
Pour plus de détails, voir Fiche technique et Distribution.
Confusion chez Confucius (chinois : 獨立時代 — pinyin : Dúlì Shídài) est un film taïwanais réalisé par Edward Yang, sorti en 1994.

## Synopsis
Le film se déroule dans la ville de Taipei à l'époque contemporaine. Le film suit un groupe d'hommes et de femmes de milieux aisés confrontés à la vie quotidienne frénétique de la mégalopole.

## Fiche technique
- Titre : Confusion chez Confucius
- Titre original : 獨立時代, Dúlì Shídài
- Réalisation : Edward Yang
- Scénario : Edward Yang
- Images : Longyu Li, Arthur Wong, Hong Wuxiu et Zhan Zhang
- Son : Tu Du-che
- Décor : Edward Yang, Ernest Guan, Chin Tsai et Yao Reizhong
- Musique : Antonio Lee
- Montage : Chen Bowen
- Production : Yu Weiyen pour Atom Films et Theatre Production
- Pays d'origine :  Taïwan
- Format : Couleurs - 1,85:1 - son mono -  35 mm
- Genre : drame
- Durée : 125 minutes
- Date de sortie :
  - 12 septembre 1994 au festival international du film de Toronto au  Canada

## Distribution
- Ni Suk Kwan : Molly
- Chen Shiang-chyi : Qiqi
- Chen Yiwen : Liren
- Wang Bosen : Akeem
- Danny Deng : Larry
- Elaine Jin : Auntie
- Richie Li : Feng
- Wang Weiming : Ming
- Wang Yeming : Birdy
- Hung Hung : Molly's brother-in-law
- Chen Limei : Sœur de Molly

## Distinctions
- (en) Récompenses pour Confusion chez Confucius sur l’Internet Movie Database